# Macédoniens de Roumanie

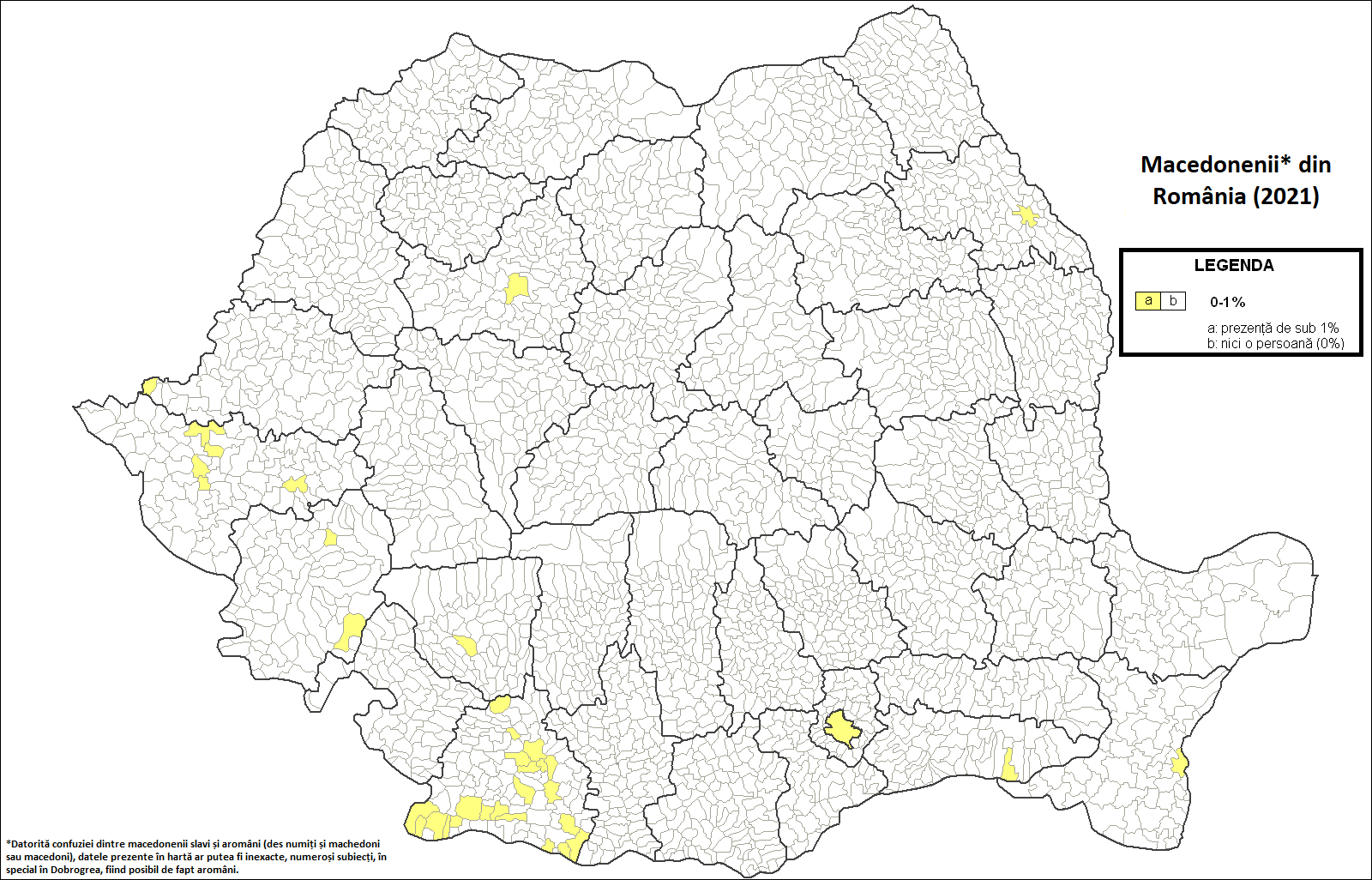
Carte des habitants de Roumanie d'origine macédonienne selon le recensement de la population de 2021.

Le syntagme Macédoniens de Roumanie est polysémique et peut désigner :
- dans un sens politique, les citoyens de la Macédoine du Nord, quelles que soient leurs langues, cultures et croyances, vivant en Roumanie ;
- dans un sens ethnique, les citoyens roumains déclarant aux recensements (puisque les statistiques ethniques existent en Roumanie) une appartenance aux communautés :
  - des Macédoniens slaves, dont les Macédoniens bulgares ;
  - des Macédoniens roumains ;
  - des Macédoniens grecs.

Les Macédoniens slaves de citoyenneté roumaine sont officiellement représentés par leur propre parti ethnique, l'Association des Macédoniens de Roumanie (AMR) ; les Macédoniens roumains sont considérés comme membres de la majorité nationale roumaine ; les Macédoniens grecs sont officiellement reconnus comme membres de la minorité grecque représentée par l'Union hellénique de Roumanie (UER).